# Верхнеяблочный
Верхнеяблочный — хутор в Котельниковском районе Волгоградской области, в составе Нижнеяблочного сельского поселения. Хутор расположен в балке Яблочной в 23 км к северу от города Котельниково.
Население — 336 (2010)

## История
Под названием Яблочной впервые отмечен на карте Российской империи 1812 года. Скорее всего, основан в начале XIX века. С 1840 года указывается как хутор Верхний Яблочной. Хутор входил в юрт станицы Верхне-Курмоярской Второго Донского округа Земли Войска Донского. Согласно Списку населённых мест Земли Войска Донского в 1859 году на хуторе Верхне-Яблочном проживало 138 мужчин и 145 женщин. Согласно переписи населения 1897 года на хуторе проживало 318 душ мужского и 345 женского пола. Большинство населения было неграмотным: грамотных мужчин — 98, женщин — 11.
Согласно алфавитному списку населенных мест Области войска Донского 1915 года земельный надел хутора составлял 3226 десятин, на хуторе имелись хуторское правление и школа, проживали 302 душ мужского и 309 женского пола
В 1921 году в составе Второго Донского округа хутор включён в состав Царицынской губернии. С 1928 года — в составе Котельниковского района Сталинградского округа (округ упразднён в 1930 году) Нижневолжского края (с 1934 года — Сталинградский край. В 1936 году — административный центр Верхне-Яблочного сельского совета Котельниковского района Сталинградской области (Верхнеяблочный сельсовет упразднён в 1953 году).
В 1951 году на базе хуторов Нижне- и Верхнеяблочного был образован колхоз «Коллективист». В 1957 году хутора Нижнеяблочный, Верхнеяблочный, Красноярский и Чиганаки вошли в состав нового совхоза имени Карла Маркса.
С 1983 года хутор в составе Нижнеяблочного сельсовета, образованного в результате разукрупнения Красноярского сельсовета.

## Физико-географическая характеристика
Хутор расположен в степи, в пределах западной покатости Ергенинской возвышенности, в балке Яблочная. Центр хутора расположен на высоте около 50 метров над уровнем моря. Со всех сторон хутор окружён полями.
Почвы — каштановые солонцеватые и солончаковые.
По автомобильным дорогам расстояние до областного центра города Волгограда составляет 220 км, до районного центра города Котельниково — 23 км, до административного центра сельского поселения хутора Нижнеяблочный — 13 км
Часовой пояс
Верхнеяблочный, как и вся Волгоградская область, находится в часовой зоне МСК (московское время). Смещение применяемого времени относительно UTC составляет +3:00.

## Население
Динамика численности населения
| 1859 | 1873 | 1897 | 1915 | 2002 |
| ---- | ---- | ---- | ---- | ---- |
| 243  | 524  | 663  | 611  | 356  |

| 2010 |
| ---- |
| 336  |